# فيليب بليك
فيليب بليك هو لاعب كرة القدم الكندية كندي، ولد في 27 نوفمبر 1985 في تورونتو في كندا.

## وصلات خارجية
- فيليب بليك على موقع مرجع كرة القدم المحترفة.كوم (الإنجليزية)